# شیکاگو پیل-۳

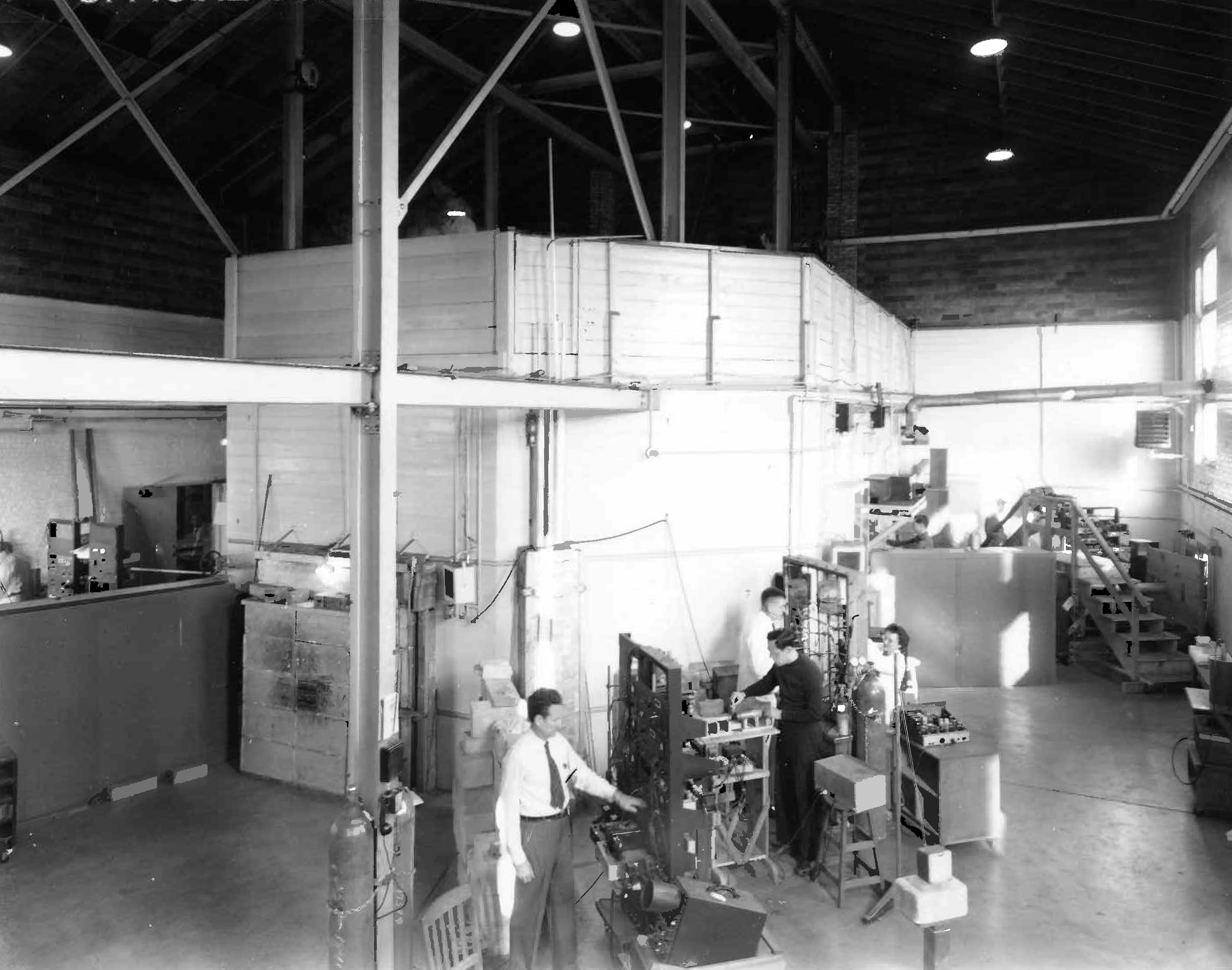
شمع شیکاگو ۳
(به انگلیسی: Chicago Pile-3)
اولین راکتور آب سنگین در جهان بود. در سال ۱۹۴۳ در نزدیکی پالوس هیلز، ایلینوی، در محل سابق و اصلی آزمایشگاه ملی آرگون ساخته شد. این راکتور برای اولین بار در ۱۵ مه ۱۹۴۴ روشن شد، از این راکتور در کار فیزیک آزمایشگاهی و آزمایشگاه متالورژی برای پروژه منهتن استفاده شد و در سال ۱۹۵۴ غیرفعال شد.
شیکاگو پیل 3 در ابتدا از اورانیوم طبیعی به عنوان سوخت و از آب سنگین به عنوان تعدیل کننده نوترون استفاده می‌کرد. در ژانویه ۱۹۵۰، به دلیل سوظنبه خرابی و در خوردگی روکش آلومینیوم که میله‌های کنترل را احاطه کرده بود، راکتور خاموش شد و منهدم گردید. راکتور مجدداً ساخته شد و نام آن (CP-3 prime) تغییر یافت.
در ماه مه ۱۹۵۰ راه اندازی مجدداً شد و تا سال ۱۹۵۴ کار کرد. این راکتور مجاز به کار تا حداکثر ۳۰۰ کیلووات بود. از این دو راکتور برای مطالعه فیزیک، شکافت، بازیابی تریتیوم از لیتیوم تحت تابش و مطالعه متابولیسم رادیونوکلئید در حیوانات آزمایشگاهی استفاده شده‌است.
پس از از خاموش شدن راکتور، سوخت هسته ای و آب سنگین آن به آزمایشگاه ملی اوک ریج ارسال شد. لوله‌ها، سوپاپ‌ها و بقایای ساختمان در پوسته مهار کننده راکتور قرار گرفتند، سپس در گودالی به عمق (۱۲ متر) با ۷۵۰ تن بتن پر شد و دفن گردید .
امروز محل دفن این راکتور در کنار راکتورهای خواهر آن  شمع شیکاگو 1 و 2 به یک بنای یادبود و موزه تبدیل شده‌است.

## جستارها
شمع شیکاگو
شمع شیکاگو ۴ (راکتور آزمایشی I )
شمع شیکاگو ۵